# Bernhart Jähnig

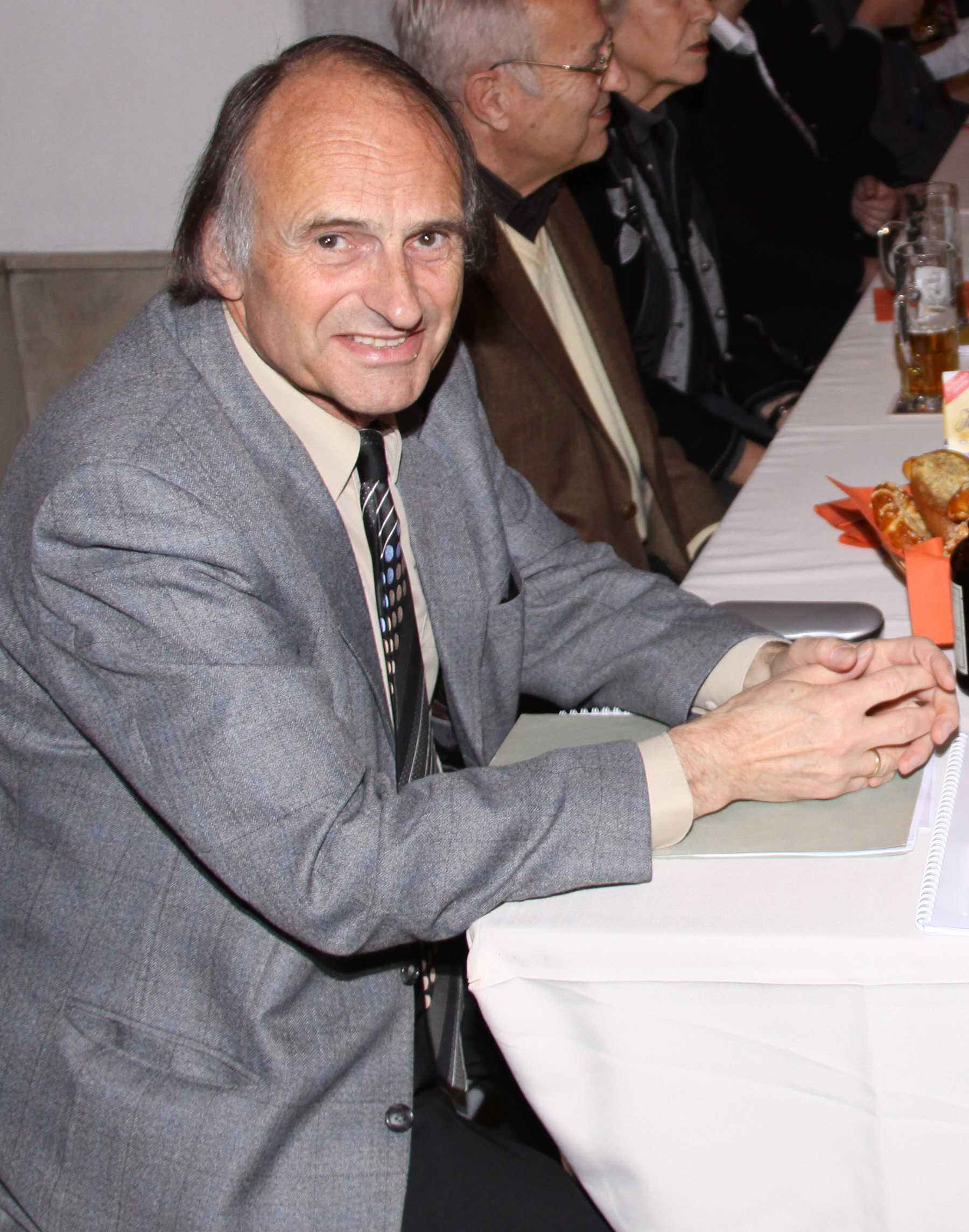
Bernhart Jähnig

Bernhart Jähnig (* 7. Oktober 1941 in Klagenfurt) ist ein deutscher Historiker, Archivar und Hochschullehrer. 

## Leben
Nach dem Abitur am Albertus-Magnus-Gymnasium Köln  studierte Jähnig ab 1961 an der Universität zu Köln und der Georg-August-Universität Göttingen Geschichte, Germanistik und Philosophie. In Köln bestand er 1966 das Erste Staatsexamen für das Höhere Lehramt. Mit einer Doktorarbeit bei Hermann Heimpel wurde er 1968 in Göttingen zum Dr. phil. promoviert. 1970 absolvierte er die Archivarische Staatsprüfung an der Archivschule Marburg. Im selben Jahr wurde er Archivassessor im Staatsarchiv Bückeburg. Seit 1971 Archivrat und Archivoberrat im Staatlichen Archivlager in Göttingen, betreute er bis 2006 auch die Bestände des Historischen Staatsarchivs Königsberg. Von 1979 bis 2006 arbeitete er im Geheimen Staatsarchiv Preußischer Kulturbesitz. Seit 1989 hält er einen Lehrauftrag am Friedrich-Meinecke-Institut der Freien Universität Berlin. Seit 2004 ist er Honorarprofessor. 
Von 1995 bis 2007 war Jähnig Mitherausgeber der Zeitschrift für Ostmitteleuropa-Forschung. Von 1995 bis 2010 war er Vorsitzender der Historischen Kommission für ost- und westpreußische Landesforschung. Wie sein Vorgänger Udo Arnold gehört er zu den großen Kennern der Geschichte des Deutschen Ordens.
Von 2015 bis 2021 übernahm er den Vorsitz des heraldischen Vereins HEROLD, den er bereits zwischen 2006 und 2012 innehatte.

## Lehre
- Historische Hilfswissenschaften unter besonderer Berücksichtigung der Diplomatik
- Aktenkunde und Paläographie
- Landesgeschichte
- Mediävistik, insbesondere Deutscher Orden in Preußen und Livland
- Deutscher Orden
- Gelehrten- und Kirchengeschichte der Frühen Neuzeit

## Forschungsprojekte
- Höfe und Residenzen des Deutschen Ordens in Preußen
- Ämter und Personal des Deutschen Ordens in Preußen
- Geschichte des Erzbistums Riga

## Publikationen
- Preussens erstes Provinzialarchiv. Marburg 2006.
- Danzig vom 15. bis 20. Jahrhundert. Marburg 2006.
- Kirche und Welt in der frühen Neuzeit im Preussenland. Marburg 2007.
- 750 Jahre Königsberg. Marburg 2008.
- Musik und Literatur im frühneuzeitlichen Preußenland. Marburg  2009.
- Zum Innenleben des Deutschen Ordens in Preußen. Ergänzte Beiträge zum 80. Geburtstag in Auswahl. Nicolaus-Copernicus-Verlag, Münster/Westfalen 2021, ISBN 978-3-924238-60-5.

## Ehrungen
- Westpreußischer Kulturpreis (2009)